# Mantispa guttula
Mantispa guttula är en insektsart som beskrevs av Fairmaire in Thomson 1858. Mantispa guttula ingår i släktet Mantispa och familjen fångsländor. Inga underarter finns listade i Catalogue of Life.